# Marya Zarif
Pour les articles homonymes, voir Zarif.
Marya Zarif, née le 22 août 1982 à Alep en Syrie, est une auteure, illustratrice, scénariste et réalisatrice syro-canadienne. Elle est reconnue pour avoir crée le personnage de Dounia.

## Biographie
Marya grandit à Alep auprès d'une famille cosmopolite et polyglotte. À 15 ans, elle part s'installer à Montréal. Elle obtient un diplôme en médias interactifs de l'Institut national de l'image et du son en 2006.
En 2014, elle participe en tant que directrice créative à la création de la Maison de la Syrie, organisme à but non lucratif dédié au rayonnement de la culture Syrienne.
En 2015, elle co-fonde Je veux jouer, fondation menant à bien des projets ludiques et éducatifs auprès d'enfants réfugiés syriens.
Elle co-réalise avec André Kaldi la première saison de web-série jeunesse animée Dounia pour la plateforme en ligne SQUAT de Télé-Québec en 2020. La web-série est par la suite renouvelée et une deuxième saison sort en 2022.
Son premier long-métrage d'animation Dounia et la Princesse d'Alep sort en 2022. Le film reprend la trame narrative de la première saison de la web-série Dounia. Elle écrit et illustre par la suite Dounia, un livre jeunesse basé sur le même personnage.
En décembre 2024 et Janvier 2025, elle s'exprime dans les journaux Télérama, La Presse et Le Devoir afin de célébrer la chute du régime Assad en Syrie,,.
Son deuxième long-métrage Dounia : le grand pays blanc, suite directe des événements du premier, sort en 2025.

## Filmographie

### Longs-métrages
- 2022 : Dounia et la Princesse d'Alep
- 2025 : Dounia : le grand pays blanc

### Web-séries
- 2020 : Dounia

## Publications

### Littérature jeunesse
- Dounia, Bayard Canada, 2023 (ISBN 9782897704025)

## Récompenses et distinctions

### Récompenses
- Festival International de Cinéma d’Animation de Meknès 2022 : prix du meilleur film pour Dounia et la Princesse d'Alep
- Prix Gémeaux 2021 : meilleure websérie de fiction jeunesse pour Dounia
- Prix Gémeaux 2021 : meilleure réalisation de websérie fiction jeunesse pour Dounia

### Nominations
- 25e Gala Québec Cinéma : Film s'étant le plus illustré à l'extérieur du Québec pour Dounia et la Princesse d'Alep
- Prix Gémeaux 2021 : meilleure scénario de websérie fiction jeunesse pour Dounia